# محمد بن أحمد بن محمد
محمد بن أحمد بن محمد بن الحسن بن علي بن الحسين بن هارون، أبو الحسن البرداني الفرضي الأمين: والد الحافظ أبي علي، ولد بالبردان سنة ثمان وثمانين - وقيل: سنة ثمان وسبعين - وثلاثمائة. ونشأ بها ثم انتقل إلى بغداد سنة ست وأربعين وأربعمائة واستوطنها.

## علمه
وسمع الكثير من أبي الحسن بن رزقويه، وأبي الحسين بن بشران، وأخيه أبي القاسم، وأبي الفضل التميمي، وأخيه أبي الفرج، وأبي الحسن بن مخلد، وأبي علي بن شاذان، البرقاني، وخلق.
وروى عنه ولداه: أبو علي، وأبو ياسر، والقاضي أبو بكر بن عبد الباقي وغير هم.
قال القاضي أبو الحسين بن أبي يعلى: صحب الوالد، وتردد إلى مجالسه في الفقه وسماع الحديث، وكان رجلا صالحا.
قال ابن النجار: وكان رجلا صالحا صدوقا، حافظا لكتاب الله تعالى، عالما بالفرائض وقسمة التركات. كتب بخطه الكثير، وخرج تخاريج، وجمع فنونا من الأحاديث وغيرها. وخطه رديء كثير السقم. وكان أمين القاضي أبي الحسين بن المهتدي. ثم ذكر عن ابنه أبي ياسر عبد الله: أن أباه أبا الحسن سرد الصوم ثلاثين سنة.
وذكر عن السلفي: أنه جرى ذكر ابنه أبي علي، فقال الحافظ أبو محمد السمرقندي: لو رأيت أباه وصلاحه لرأيت العجب. روى لنا عن ابن رزقويه وطبقته. وكان فقيها، وضيئا محدثا، مرضيا.
وذكر عن ابن خيرون: أن البرداني كان رجلا صالحا ثقة.
وقال ابن الجوزي: كان له علم بالقراءات والفرائض. وكان ثقة، عالما صالحا أمينا.

## وفاته
توفي يوم الخميس ثامن عشرين في ذي القعدة سنة تسع وستين وأربعمائة. ودفن يوم الجمعة بباب حرب. كذا ذكره ابن النجار.